# Symfonie nr. 3 (Halvorsen)
Johan Halvorsen voltooide zijn Symfonie nr. 3 in december 1928. 
Alhoewel hij pas in 1935 overleed, was dit zijn laatste grote werk. De muziek van Halvorsen werd in Noorwegen niet altijd even goed gewaardeerd. Dat had invloed op de componist. Hij schreef massa’s toneelmuziek, maar in het standaardrepertoire aan symfonieen, concertos etc. waren zijn pogingen miniem. Zijn eerste twee symfonieën strijden een eeuw later nog om overleving en zijn enige Vioolconcert trok hij terug. Ook voor wat betreft deze derde en laatste symfonie waren de critici niet negatief en de componist werd er nog behoudender van dan dat hij al was. Binnen de Noorse klassieke muziek van die tijd was conservatisme troef. Begaf men zich buiten betreden paden, dan werd men neergesabeld, zoals de jonge Arvid Kleven.
Halvorsen pakte de zaken ook (te) voorzichtig aan. Hij dirigeerde de eerste uitvoering zelf op 15 maart 1929, niet in een concertzaal of in zijn “eigen” Nationaltheatret, maar in de aula van de Universiteit van Oslo. Voor het orkest had hij wel een goede keus, de voorloper van het Oslo Filharmoniske Orkester, Filharmoniske Selskaps Orkester. Het was een concert ter gelegenheid van Halvorsens 65ste verjaardag, alwaar allen werken van hem werden uitgevoerd. Het werk kreeg destijds maar één uitvoering voordat het weer van de lessenaar verdween. Halvorsen sleutelde er nog aan, met talloze wijzigingen, maar tijdens zijn leven werd het niet meer gespeeld. Ook daarna zijn uitvoeringen (en opnamen) zeldzaam.
Tijdens de opnamen voor het platenlabel Chandos in 2010 moest de partituur bijna geheel opnieuw geschreven worden. Wat toen opviel was dat Halvorsen één partij in zijn geheel; geschrapt had. In de originele partituur was een stem uitgeschreven voor glockenspiel, die was tijdens het reviseren verdwenen. Men heeft niet kunnen terugvinden waarom, maar er zijn diverse redenen voor aan te dragen:
- Halvorsen dacht dat het te extravagant over zou komen;
- er waren onvoldoende orkestleden in Noorwegen, die de stem konden invullen, het slagwerk en percussie was toch al een onderbelichte groep; er waren langere tijd geen symfonieorkesten in Noorwegen;
- Halvorsen rondde het werk af rond Kerstmis, tijdens de eerste uitvoering was die Kerststemming geheel verdwenen.

Neeme Järvi herstelde de partij, die in het stuk nauwelijks te horen is, af en toe in de finale is het te horen.
De symfonie bestaat uit drie delen met zeer veel tempoaanduidingen:
1. Poco andante – allegro moderato- tranquillo-poco piu mosso-a tempo, molto piu mosso-tranquillo-un poco piu mosso-molto energico-meno mosso-a tempo-piu allegro
2. Andante-allegro moderato-tranquillo-allegro molto-andante. tempo I – adagio
3. Finale: Allegro impetuoso-poco meno mosso-tranquillo-stretto-animando-poco a poco meno mosso-un poco tranquillo-largamente-a tempo,piu mosso-tempo I- poco meno mosso-largamente-andante-allegro (tempo 1)- stesso tempo – poco allegro

Halvorsen schreef het werk voor (en editor Jorn Fossheim let dat zo):
- 3 dwarsfluiten, 2 hobo’s, 2 klarinetten, 2 fagotten
- 4 hoorns, 2 trompetten, 3 trombones, 0 tuba
- pauken,  (1 man/vrouw percussie)
- violen, altviolen, celli, contrabassen

## Discografie
- Uitgave Simax Trondheim Symfoniorkest o.l.v. Ole Kristian Ruud (1990)
- Uitgave Chandos: Bergen filharmoniske orkester o.l.v. Neem Järvi (2010)